# Mangkang Wetan
Mangkang Wetan is een bestuurslaag in het regentschap Semarang van de provincie Midden-Java, Indonesië. Mangkang Wetan telt 5935 inwoners (volkstelling 2010).